# Leichtathletik-Weltmeisterschaften 1991/3000 m Hindernis der Männer

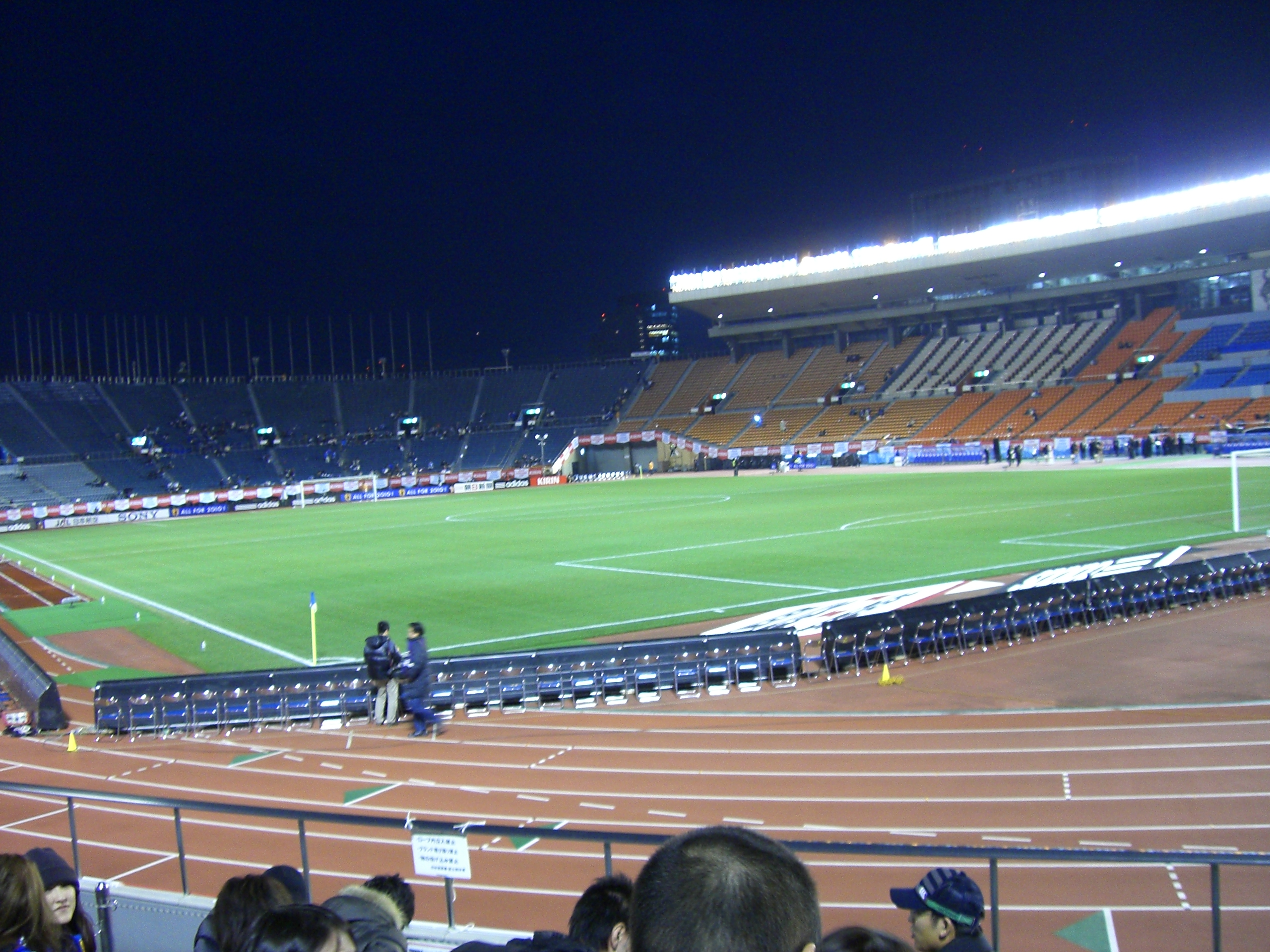
Das Olympiastadion in Tokio im Jahr 2008

Der 3000-Meter-Hindernislauf der Männer bei den Leichtathletik-Weltmeisterschaften 1991 wurde am 29. und 31. August 1991 im Olympiastadion der japanischen Hauptstadt Tokio ausgetragen.
Die Läufer aus Kenia errangen in diesem Wettbewerb einen Doppelsieg. Weltmeister wurde Moses Kiptanui. Er gewann vor Patrick Sang. Bronze ging an den zweifachen Afrikameister (1988/1990) Azzedine Brahmi aus Algerien.

## Bestehende Rekorde
| Weltrekord               | 8:05,35 min | Peter Koech       | Stockholm, Schweden     | 3. Juli 1989      |
| Weltmeisterschaftsrekord | 8:08,57 min | Francesco Panetta | WM 1987 in Rom, Italien | 5. September 1987 |

Der bestehende WM-Rekord wurde bei diesen Weltmeisterschaften nicht eingestellt und nicht verbessert.

## Vorrunde
29. August 1991, 19:20 Uhr
Die Vorrunde wurde in drei Läufen durchgeführt. Die ersten vier Athleten pro Lauf – hellblau unterlegt – sowie die darüber hinaus drei zeitschnellsten Läufer – hellgrün unterlegt – qualifizierten sich für das Finale.

### Vorlauf 1
| Platz | Name                    | Nation           | Zeit (min) |
| ----- | ----------------------- | ---------------- | ---------- |
| 1     | Tom Hanlon              | Großbritannien   | 8:18,02    |
| 2     | Julius Kariuki          | Kenia            | 8:18,06    |
| 3     | Graeme Fell             | Kanada           | 8:18,19    |
| 4     | Abdelaziz Sahere        | Marokko          | 8:18,23    |
| 5     | Brian Diemer            | USA              | 8:18,29    |
| 6     | Thierry Brusseau        | Frankreich       | 8:27,77    |
| 7     | Shaun Creighton         | Australien       | 8:30,65    |
| 8     | Akira Nakamura          | Japan            | 8:33,89    |
| 9     | José Carlos Pereira     | Portugal         | 8:39,30    |
| 10    | Jiří Švec               | Tschechoslowakei | 8:41,08    |
| 11    | Juan Azkueta            | Spanien          | 8:50,50    |
| DNS   | Alessandro Lambruschini | Italien          |            |

### Vorlauf 2
| Platz | Name              | Nation         | Zeit (min) |
| ----- | ----------------- | -------------- | ---------- |
| 1     | Patrick Sang      | Kenia          | 8:26,78    |
| 2     | Francesco Panetta | Italien        | 8:27,25    |
| 3     | Gábor Markó       | Ungarn         | 8:27,53    |
| 4     | Joseph Mahmoud    | Frankreich     | 8:28,35    |
| 5     | Mark Croghan      | USA            | 8:29,20    |
| 6     | Ricardo Vera      | Uruguay        | 8:30,14    |
| 7     | Benito Nogales    | Spanien        | 8:39,21    |
| 8     | Marcelo Cascabelo | Argentinien    | 8:44,57    |
| 9     | Jörgen Salo       | Finnland       | 8:45,68    |
| 10    | Peter McColgan    | Großbritannien | 8:58,34    |
| 11    | Deena Ram         | Indien         | 9:05,21    |
| DNF   | Iwan Konovalow    | Sowjetunion    |            |

### Vorlauf 3
| Platz | Name              | Nation         | Zeit (min) |
| ----- | ----------------- | -------------- | ---------- |
| 1     | Moses Kiptanui    | Kenia          | 8:27,52    |
| 2     | Azzedine Brahmi   | Algerien       | 8:27,95    |
| 3     | Angelo Carosi     | Italien        | 8:28,35    |
| 4     | William Van Dijck | Belgien        | 8:28,44    |
| 5     | Hagen Melzer      | Deutschland    | 8:28,56    |
| 6     | Colin Walker      | Großbritannien | 8:30,69    |
| 7     | Bruno Le Stum     | Frankreich     | 8:33,38    |
| 8     | Dan Nelson        | USA            | 8:40,23    |
| 9     | João Junqueira    | Portugal       | 8:43,37    |
| 10    | Antonio Peula     | Spanien        | 8:45,41    |
| 11    | Hamad Al Dosari   | Saudi-Arabien  | 8:50,29    |
| 12    | Davendra Singh    | Fidschi        | 9:23,28    |
| DNS   | Adauto Domingues  | Brasilien      |            |

## Finale
31. August 1991, 19:20 Uhr
| Platz | Name              | Nation         | Zeit (min) |
| ----- | ----------------- | -------------- | ---------- |
| 1     | Moses Kiptanui    | Kenia          | 8:12,59    |
| 2     | Patrick Sang      | Kenia          | 8:13,44    |
| 3     | Azzedine Brahmi   | Algerien       | 8:15,64    |
| 4     | Julius Kariuki    | Kenia          | 8:16,81    |
| 5     | Brian Diemer      | USA            | 8:17,76    |
| 6     | Abdelaziz Sahere  | Marokko        | 8:19,40    |
| 7     | Angelo Carosi     | Italien        | 8:20,80    |
| 8     | Francesco Panetta | Italien        | 8:26,79    |
| 9     | William Van Dijck | Belgien        | 8:30,46    |
| 10    | Joseph Mahmoud    | Frankreich     | 8:37,09    |
| 11    | Tom Hanlon        | Großbritannien | 8:41,14    |
| 12    | Hagen Melzer      | Deutschland    | 8:45,58    |
| 13    | Thierry Brusseau  | Frankreich     | 8:47,46    |
| 14    | Graeme Fell       | Kanada         | 9:01,73    |
| 15    | Gábor Markó       | Ungarn         | 9:11,53    |

## Video
- Tokyo 31 août 1991 Championnats du monde 3000M steeple hommes finale, Video veröffentlicht am 23. Februar 2014 auf youtube.com, abgerufen am 22. April 2020